# Tércio de Icônio
De acordo com o livro de Romanos, do Novo Testamento, Tércio de Icônio agiu como um amanuense para o apóstolo Paulo, escrevendo sua epístola.Romanos 16:22 Ele é contado entre os Setenta Discípulos em uma lista atribuída, por pseudônimo, a Hipólito de Roma, que é encontrado à margem de vários manuscritos antigos.
Segundo a tradição, Tércio foi bispo em Icônio depois do apóstolo Sosípatro  e morreu como um mártir. A Igreja Católica marca os dias de São Tércio em 30 de outubro e 10 de novembro.